# Magda Łucyan
Magda Łucyan, właśc. Magdalena Teresa Łucyan (ur. 1991 w Warszawie) – polska dziennikarka telewizyjna związana ze stacjami Grupy TVN. Autorka rozmów ze świadkami historii.

## Życiorys
Pierwszy kontakt z dziennikarstwem miała w wieku 16 lat, gdy odbywała praktyki w Radiu Zet. W radiu tym w 2010, zaraz po maturze, podjęła pracę jako reporterka. Od 2012 pracuje w „Faktach TVN”, gdzie była najmłodszą reporterką. Zadebiutowała na antenie 7 lipca 2013. Absolwentka filologii polskiej na Uniwersytecie Warszawskim (licencjat, 2013).
Autorka cyklów programów telewizyjnych – rozmów ze świadkami historii najnowszej: Obóz, Getto, Sierpień ’80, Rozmowy o końcu świata.

## Publikacje
- Powstańcy. Ostatni świadkowie walczącej Warszawy (Znak Horyzont, 2019),
- Dzieci getta. Ostatni świadkowie zagłady (Znak Horyzont, 2021).

## Nagrody
Laureatka nagrody MediaTory w kategorii ObserwaTOR, za cykl wywiadów Obóz. Rozmowy Magdy Łucyan z byłymi więźniami obozu KL Auschwitz-Birkenau. Finalistka konkursu Bohateron. W 2024 otrzymała odznaczenie „Dumni z Powstańców” przyznawane osobom oraz organizacjom, które w sposób szczególny dbają o zachowanie pamięci o powstaniu warszawskim.